# Campagne de Knoxville
Batailles
Campagne de Knoxville
- Cumberland Gap
- Blountsville
- Blue Springs
- Campbell's Station
- Fort Sanders
- Bean's Station

La campagne de Knoxville est un ensemble de manœuvres militaires et de combats qui se déroulent, dans l'est du Tennessee sur le théâtre occidental de la guerre de Sécession, à l'automne 1863.
La campagne a pour but de prendre le contrôle de Knoxville (Tennessee) et du chemin de fer qui connectait la Confédération d'est en ouest. Les forces de l'Union, commandées par le major-général Ambrose Burnside, occupent Knoxville tandis que des unités confédérées confiées au lieutenant-général James Longstreet, sont détachées de l'armée du Tennessee du général Braxton Bragg — alors déployée à Chattanooga — pour empêcher que Burnside ne vienne au secours des forces de l'Union qui s'y étaient retranchées.
Finalement, le siège de Knoxville organisé par Longstreet se termine quand le major-général nordiste William Tecumseh Sherman, après avoir libéré Chattanooga, se porte, avec l'armée nordiste du Tennessee et d'autres unités, au secours de Burnside. Alors que Longstreet était l'un des meilleurs adjoints du général Robert E. Lee sur le théâtre oriental, il se révèle moins convaincant une fois laissé à lui-même, et sa campagne de Knoxville produit fort peu de résultats.

## Forces en présence

### Union

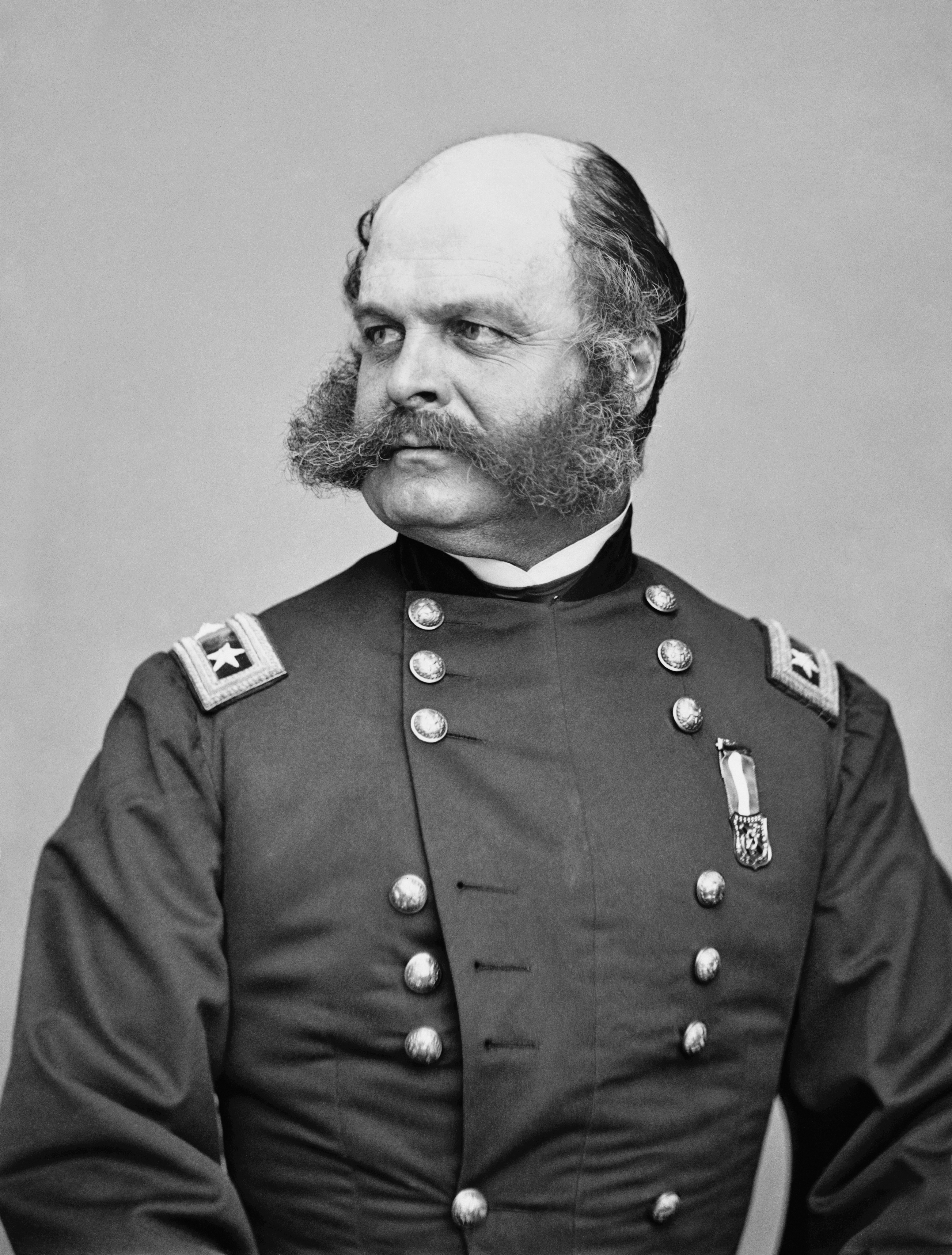
Ambrose Burnside
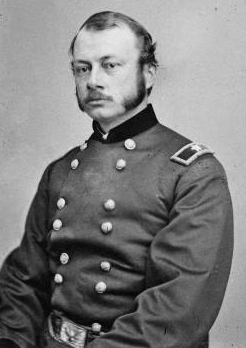
Robert Brown Potter
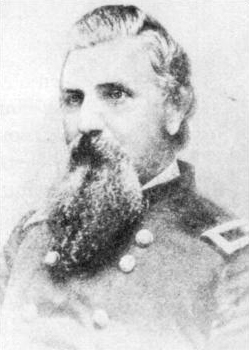
Mahlon Dickerson Manson
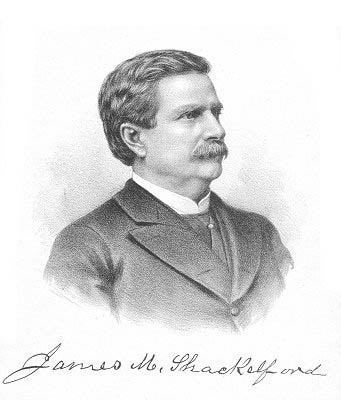
James Murrell Shackelford

- Major général
Ambrose Burnside
- Brigadier général
Robert Brown Potter
- Brigadier général
Mahlon Dickerson Manson
- Brigadier général
James Murrell Shackelford

### Confédération

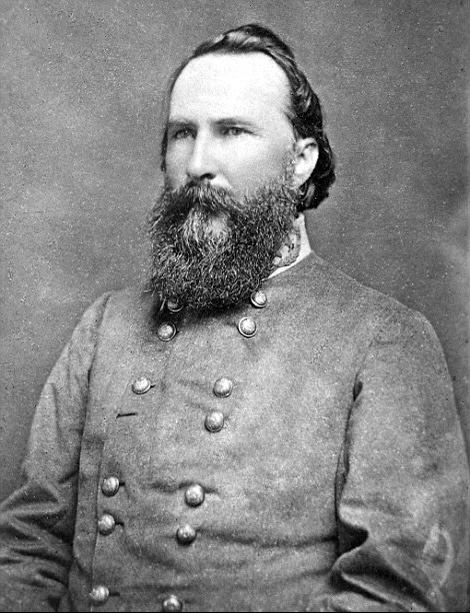
James Longstreet
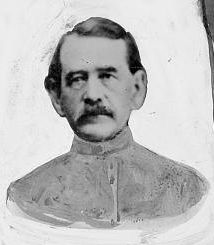
William Thompson Martin

- Lieutenant général
James Longstreet
- Major général
William Thompson Martin

## Contexte et premiers mouvements
Le Tennessee oriental, montagneux et largement acquis à l'Union est considéré par le président Abraham Lincoln comme un objectif stratégique. Non seulement la population y est elle majoritairement loyale à l'Union, mais la région est également riche en céréales et en bétail. Enfin, le Tennessee oriental contrôle le couloir ferroviaire qui relie Chattanooga à la Virginie. Pendant les années 1862 et 1863, Lincoln fait pression sur ses commandements militaires pour qu'ils pénètrent cette zone difficile d'accès et occupent la région.
Ambrose Burnside, battu à plate couture à Fredericksburg en décembre 1862, est transféré sur le théâtre de l'Ouest où il se voit confier, en mars 1863, le Département et l'armée de l'Ohio. Il reçoit l'ordre de se porter sur Knoxville aussi vite que possible ; au même moment, le major-général William Starke Rosecrans et son armée du Cumberland reçoivent l'ordre de passer à l'action contre Bragg dans le centre du Tennessee (campagne de Tullahoma et, ensuite, Campagne de Chickamauga).
Burnside a pour projet de quitter Cincinnati, avec le IXe et le XXIIIe Corps, mais il doit retarder son départ quand le IXe Corps reçoit l'ordre de rejoindre le major-général Ulysses S. Grant, alors engagé dans la campagne de Vicksburg. En attendant le retour du IXe Corps, Burnside dépêche une brigade, commandée par le brigadier-général William P. Sanders pour attaquer Knoxville avec des unités de cavalerie et d'infanterie. À la mi-juin 1863, les hommes de Sanders sabotent les voies de chemin de fer et coupent les communications autour de la ville, alors sous le contrôle du Département confédéré du Tennessee oriental, commandé par le major-général Simon B. Buckner.
À la mi-août, Burnside fait mouvement sur la ville. L'itinéraire le plus court pour atteindre Knoxville passe par le Cumberland Gap, une position qui favorise fortement les défenseurs confédérés. Burnside décide de les déborder par le flanc. Il menace le col par le nord avec une division commandée par le colonel John F. DeCourcy, tandis que ses deux autres divisions effectuent un crochet de 64 km au sud de la position confédérée, à travers les routes de montagnes accidentées qui mènent à Knoxville. Malgré le mauvais état de la voirie, ses hommes parviennent à parcourir jusqu'à 48 km par jour.
Comme la campagne de Chickamauga commence, Buckner et ses Confédérés reçoivent l'ordre de rejoindre Chattanooga, laissant une seule brigade au Cumberland Gap et une autre à l'est de Knoxville. Le major-général Samuel Jones remplace Buckner à la tête du Département du Tennessee oriental. Une des brigades de cavalerie de Burnside atteint Knoxville le 2 septembre, pratiquement sans encombre. Le jour suivant, Burnside et le gros de ses troupes occupent la ville, chaudement accueillis par la population locale.
Au Cumberland Gap, 2 300 Sudistes inexpérimentés, commandés par le brigadier-général John W. Frazer, ont élevé des retranchements, mais n'ont pas reçu d'ordres sur ce qu'ils doivent faire après le retrait de Buckner. Le 7 septembre, attaqué par le nord par DeCourcy et par le brigadier-général James M. Shackelford arrivant par le sud, Frazer refuse de se rendre. Burnside et une brigade d'infanterie commandée par le colonel Samuel A. Gilbert, quittant Knoxville, marchent sur une centaine de kilomètres en 52 heures. Constatant qu'il est dépassé par le nombre, Frazer se rend le 9 septembre.
Burnside dépêche quelques renforts de cavalerie à Rosecrans et prépare une expédition destinée à nettoyer les routes et les cols permettant de passer du Tennessee oriental en Virginie et, si possible, de s'emparer des salines d'Abingdon (Virginie). Au même moment, avec la bataille de Chickamauga, Washington exerce une forte pression pour que Burnside se porte vers le sud, au secours de Rosecrans. Mais Burnside, ne souhaitant pas abandonner un territoire qu'il vient à peine de prendre et abandonner les citoyens loyaux à l'Union qu'il y a trouvé, choisit d'ignorer ces indications. Il éprouve en outre des difficultés à transporter ses approvisionnements et craint de se mettre en grande difficulté en s'éloignant de ses bases.

## Combats de la campagne du Tennessee oriental
Deux batailles d'importance mineure se déroulent au Tennessee oriental pendant que Burnside est sollicité pour aller renforcer les effectifs de Rosecrans.

### Blountville (22 septembre 1863)
Le 22 septembre, le colonel nordiste John W. Foster, affronte, avec sa cavalerie et son artillerie, le colonel James E. Carter et ses troupes à Blountville. Foster attaque à midi et, pendant un combat de quatre heures, bombarde la localité et lance un mouvement sur le flanc des Confédérés, les poussant à se retirer.

### Blue Springs (10 octobre 1863)
Le brigadier-général confédéré John S. Williams, accompagné d'unités de cavalerie, s'est fixé pour objectif de perturber les communications et la logistique de l'Union. Il veut prendre Bull's Gap, sur la ligne de chemin de fer du East Tennessee & Virginia Railroad. Le 3 octobre, tandis qu'il avance vers Bull's Gap, il doit affronter une division de cavalerie du XXIIIe Corps de l'Union commandée par le brigadier-général Samuel P. Carter à Blue Springs, à une quinzaine de kilomètres de Bull's Gap, sur le trajet de la ligne de chemin de fer. Ne connaissant pas les effectifs dont dispose son adversaire, Carter préfère se retirer. Carter et Williams se livre quelques combats sporadiques dans les jours qui suivent. Le 10 octobre, Carter s'approche de Blue Springs en force. Williams a, de son côté, reçu du renfort. Le combat s'engage autour de 10 heures du matin, les cavaliers de l'Union attaquant les Confédérés jusqu'au début de l'après-midi, tandis qu'une de leurs unités se place en position pour couper la retraite des rebelles.
Le capitaine Orlando M. Poe, ingénieur en chef, part en reconnaissance pour reconnaître l'endroit le plus propice à une attaque d'infanterie. La 1re division du IXe Corps, menée par le brigadier-général Edward Ferrero, se lance à l'attaque vers cinq heures de l'après-midi. Les hommes de Ferrero percutent la ligne confédérée en y causant des pertes importantes et s'avancent presque jusque dans le dos de l'ennemi avant d'être arrêtés. La nuit tombée, les Confédérés se retirent et les Fédéraux les prennent en chasse le lendemain matin, mais Williams et ses hommes parviennent, en quelques jours, à se mettre à l'abri en Virginie. Burnside ayant lancé sa campagne du Tennessee oriental pour réduire les rebelles dans la région, la victoire de l'Union à Blue Springs contribue à l'atteinte de cet objectif.

## Avancée de Longstreet vers Knoxville

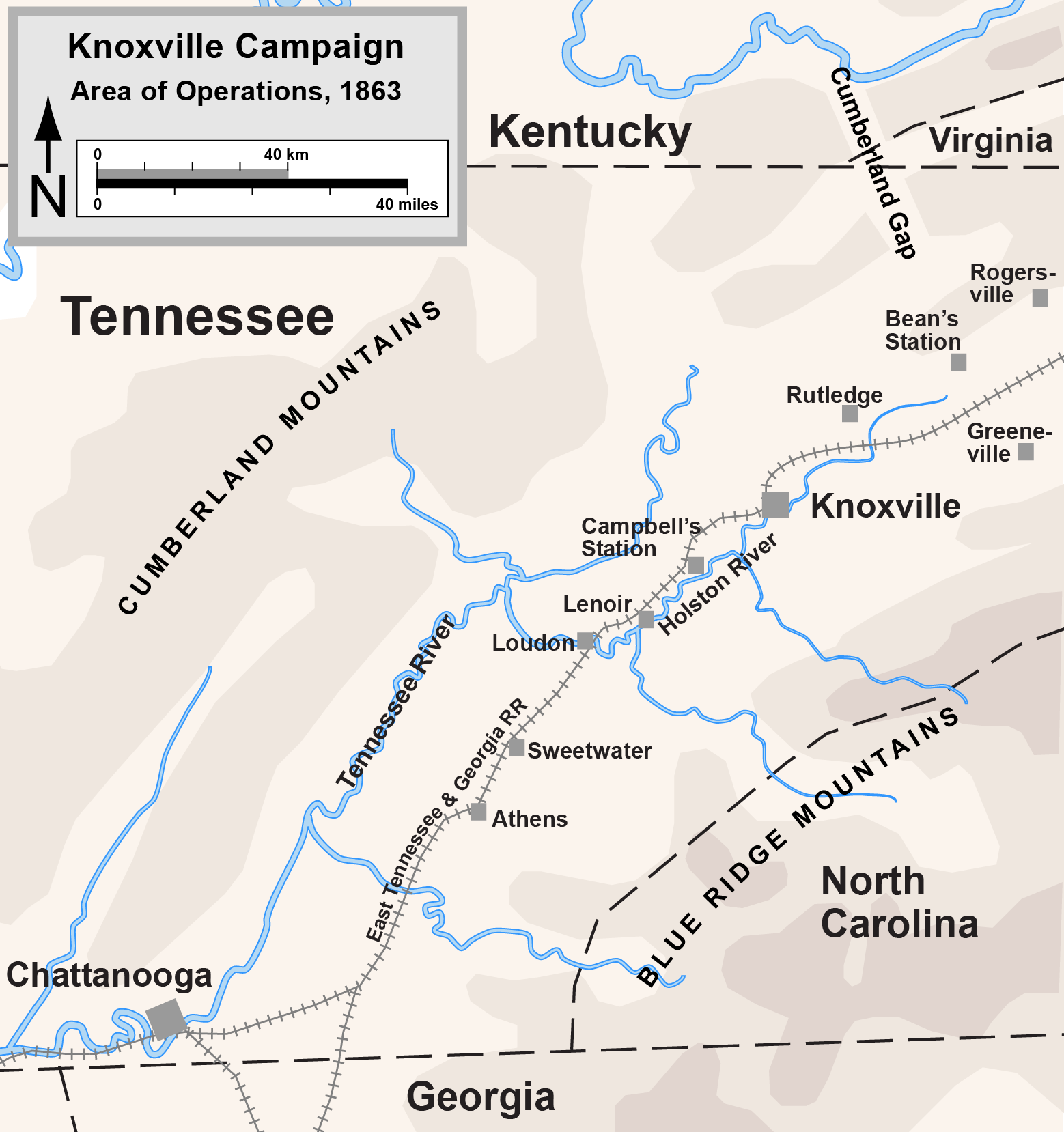
Zone d'opérations, Campagne de Knoxville de Longstreet.

Braxton Bragg est préoccupé par les victoires de Burnside au Cumberland Gap et à Blue Springs. Il estime que celui-ci pourrait venir porter assistance aux troupes de l'Union enfermées dans Chattanooga. Il demande à Jefferson Davis, le président confédéré, de lancer James Longstreet contre Burnside.
Longstreet, accompagné du Premier Corps de l'armée de Virginie du Nord de Robert E. Lee, était arrivé dans le nord de la Géorgie juste à temps pour contribuer à la victoire confédérée à Chickamauga. Il conteste ses ordres. Il sait que ses forces sont très inférieures en nombre. Il dispose en effet de 10 000 hommes répartis en deux divisions d'infanterie (sous le major-général Lafayette McLaws et le brigadier-général Micah Jenkins (ce dernier à la tête de la division du major-général John Bell Hood, blessé) et de 5 000 cavaliers commandés par le major-général Joseph Wheeler.
De son côté, Burnside peut compter sur 12 000 fantassins et 8 500 cavaliers.
Longstreet sait aussi que les 40 000 Confédérés rassemblés autour de Chattanooga vont bientôt être dominés par les renforts de Grant et de Sherman, qui sont alors en route. Il explique qu'en séparant les forces confédérées « … nous exposons simplement chacune d'elles à l'échec et nous ne nous donnons pas les moyens de grands succès ».
Pendant que Longstreet prépare ses troupes pour le transport par chemin de fer, le 6 novembre, une escarmouche se produit à Greeneville (Tennessee). Les Sudistes du major-général Robert Ransom Jr. et du brigadier-général William E. "Grumble" Jones dispersent les cavaliers et les fantassins de l'Union présents dans la zone et font de nombreux prisonniers appartenant au 7th Ohio Cavalry et au 2nd East Tennessee Mounted Infantry.
Longstreet doit voyager par train jusqu'à Sweetwater (Tennessee), à mi-chemin de Knoxville. Mais le voyage est constellé d'incidents : les trains arrivent en retard et les hommes commencent le trajet à pied. Quand les trains arrivent, il s'avère qu'ils sont tractés par des locomotives sous-dimensionnées qui ne peuvent pas, une fois les wagons chargés, absorber les dénivelés. Les soldats sont obligés de descendre et de marcher à côté du train dans les pentes les plus raides. Il n'y a suffisamment de bois pour alimenter les chaudières, et les hommes doivent démolir les clôtures pour que les trains puissent poursuivre leur route. Il faut huit jours à Longstreet pour faire parcourir à ses troupes les 96 km qui conduisent à Sweetwater. Quand il y arrivent, le 12 novembre, c'est pour constater que le ravitaillement promis n'est pas arrivé. Les hommes n'ont, pour affronter l'hiver, ni les vêtements adaptés, ni la nourriture suffisante.
L'administration du président Lincoln s’inquiète brusquement de la situation de Burnside et, après lui avoir demandé pendant plusieurs semaines de quitter Knoxville pour se diriger vers le sud, elle lui ordonne de tenir la ville. Grant tente d'organiser une expédition de soutien à partir de Chattanooga, mais Burnisde lui explique calmement qu'avec 5 000 de ses hommes, il va avancer vers le sud-ouest à la rencontre de Longstreet, établir le contact, puis progressivement reculer vers Knoxville, ce qui mobilisera les rebelles et les empêcherait de retourner à Chattanooga pour porter assistance à Bragg. Grant accepte immédiatement. Le 14 novembre, Longstreet fait jeter un pont sur le cours du Tennessee, à l'ouest de Loudon, et se lance à la poursuite de Burnside.
Les cavaliers confédérés de Wheeler arrivent dans les parages de Knoxville le 15 novembre. Ils tentent d'occuper les hauteurs surplombant la ville sur la rive sud de l'Holston, mais ils abandonnent devant la résistance de la cavalerie fédérale (commandée par William Sanders) et la menace de l'artillerie également positionnée dans les forts de la rive sud.

## Batailles de la campagne de Knoxville de Longstreet
Trois batailles d'importance se déroulent pendant la campagne de Knoxville de Longstreet.

### Campbell's Station (16 novembre)

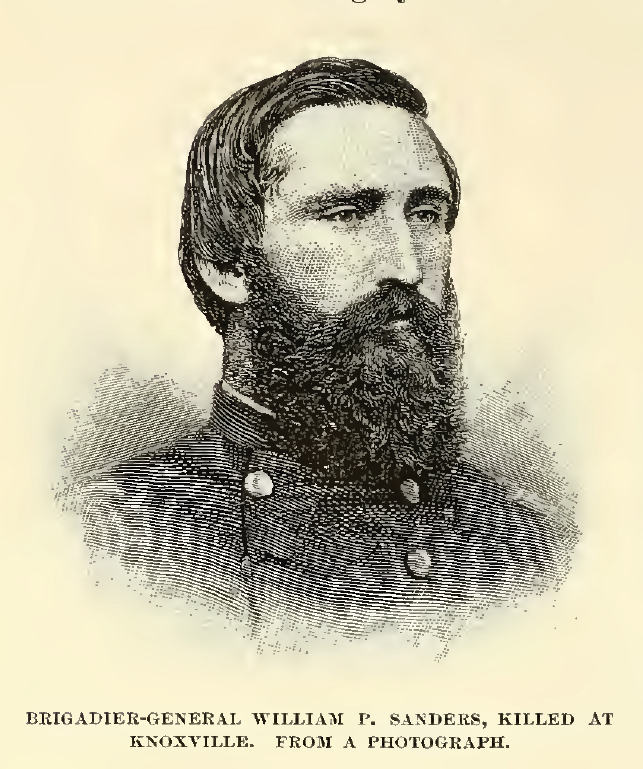
Le brigadier-général nordiste William P. Sanders, tué à Knoxville, donna son nom à un des fortins qui protégeaient la ville.

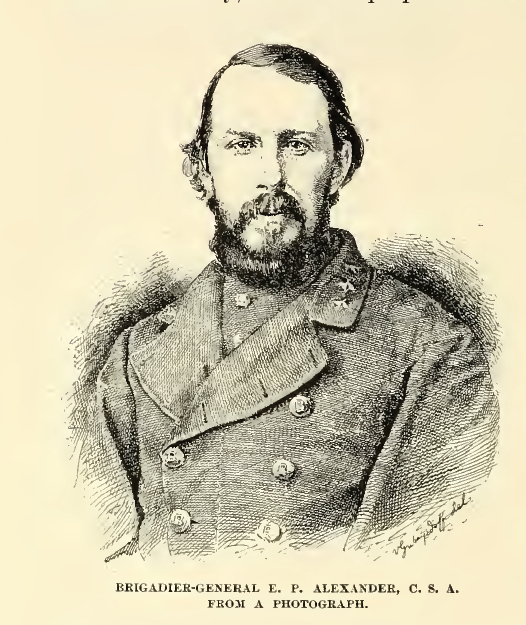
Le brigadier-général sudiste E. P. Alexander, commandait l'artillerie de Longstreet à Campbell's Station.

Suivant des itinéraires parallèles, Longstreet et Burnside se ruent vers Campbell's Station, un hameau au niveau duquel la route de Concord, arrivant du sud coupe la route de Kingston allant à Knoxville. Burnside veut arriver le premier à l'intersection et s'en emparer, ce qui empêcherait Burnisde de rejoindre Knoxville et l'obligerait à se battre à l'extérieur des fortifications édifiées autour de la ville. Le 16 novembre, à l'issue d'une marche forcée effectuée sous la pluie, Burnside arrive le premier au croisement des deux routes et y déploie ses hommes. Sa principale colonne arrive à midi, suivi de près par le train d'équipage. À peine un quart plus tard, les Confédérés de Longstreet sont sur place. Longstreet tente un mouvement en tenaille. Les Sudistes de la division commandée par McLaws's frappent les lignes de l'Union avec une telle violence que l'aile droite doit être réorganisée, mais elle ne cède pas. De son côté, la division confédérée de Jenkins, qui doit attaquer l'aile gauche de l'Union, ne parvient pas à compléter sa manœuvre. Burnside ordonne aux deux divisions nordistes qui se tiennent de part et d'autre de la route de Kingston de se retirer vers une crête qui se trouve sur leurs arrières, à un kilomètre environ. Les hommes s'exécutent en bon ordre. Les Confédérés suspendent leur attaque, tandis que Burnside continue à reculer lentement vers Knoxville. Le repli s'exécute sans incident et, le 17 novembre, le gros de l'armée de Burnside se trouve à l'intérieur du périmètre défensif de la ville, et ainsi commence le « siège de Knoxville » (connu sous ce nom, bien que les Confédérées n'aient pas possédé les équipements nécessaires à un siège en règle et qu'ils aient été eux-mêmes à courts de ravitaillement). Le 18 novembre, William Sanders est mortellement blessé alors qu'il couvre la retraite de Burnside avec une unité de cavalerie. Longstreet veut attaquer dès le 20 novembre, mais il finit par retarder l'assaut dans l'attente de l'arrivée des 3 500 hommes que doit lui apporter en renfort le brigadier-général Bushrod Johnson, ainsi que la brigade de cavalerie de Grumble Jones. Le colonel Edward Porter Alexander, qui commande l'artillerie de Longstreet, écrit que « chaque jour de retard voyait se renforcer la solidité des fortifications ennemies. ».

### Fort Sanders (29 novembre)

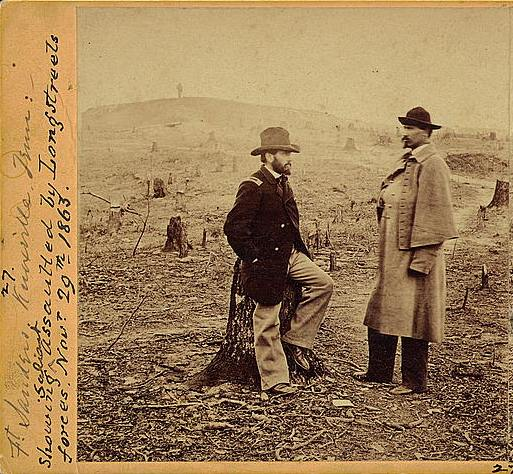
Orville E. Babcock, (à gauche, appuyé à une souche d'arbre) et Orlando Poe, deux officiers nordistes appartenant au Génie, sur le saillant dévasté par les combats de Fort Sanders, Knoxville, Tennessee.

Après une semaine de siège, Longstreet décide que Fort Sanders, qui couronne une éminence au nord-ouest de la Knoxville, constitue le seul point faible où ses hommes peuvent franchir les fortifications qui entourent la ville. Au nord-ouest du fort, le terrain chute de manière abrupte. Longstreet pense qu'il peut organiser un groupe d'assaut, qui prendra Fort Sanders sous le couvert de la nuit. Après un bref pilonnage d'artillerie sur l'intérieur du fort, trois brigades rebelles chargent. L'attaque confédérée butte contre les fils télégraphiques tirés entre les souches d'arbres par les troupes de l'Union et sur le fossé profond, large et abrupt qui entoure le fort. Le franchir, sous une grêle de plomb, s'avère impossible. Les officiers confédérés entraînent bien leurs hommes dans le fossé mais, sans échelles, presque aucun ne réussit à en sortir et ceux qui y parviennent sont blessés, tués ou capturés. L'assaut dure une vingtaine de minutes et se termine sur un bilan particulièrement déséquilibré : 813 victimes confédérées, contre 13 du côté de l'Union.
Pendant que Longstreet réfléchit à la suite des événements, il apprend que Bragg vient d'être battu à plate couture, le 25 novembre, à la bataille de Chattanooga. Il refuse d'obtempérer aux ordres lui indiquant de rejoindre Bragg, estimant qu'ils ne sont pas réalistes. Il informe Bragg qu'il va regagner la Virginie, mais qu'il maintiendra le siège de Knoxville aussi longtemps que possible, dans le but d'empêcher Burnside et Grant de joindre leurs forces pour écraser l'armée rebelle du Tennessee. Cette option se révèlera payante, car Grant doit envoyer Sherman, avec 25 000 hommes, pour dégager Knoxville. Le 4 décembre, Longstreet lève le siège de la ville et son armée se retire sur Rogersville (Tennessee), à une centaine de kilomètres au nord-est, pour prendre ses quartiers d'hiver.
Sherman laisse le major-général Gordon Granger à Knoxville et retourne à Chattanooga avec le gros de son armée. Le major-général John G. Parke, un adjoint de Burnside, se lance à la poursuite des Confédérés avec un contingent de 8 000 fantassins et 4 000 cavaliers. Longstreet arrive à Rutledge le 6 décembre et à Rogersville le 9 décembre. Parke envoie le brigadier-général James M. Shackelford, accompagné de 4 000 hommes, cavaliers et fantassins à la recherche de Longstreet.

### Bean's Station (14 décembre)
Le 13 décembre, Shackelford se trouve à proximité de Bean's Station, sur l'Holston. Longstreet décide de revenir sur ses pas pour s'emparer de Bean's Station. Trois colonnes confédérées accompagnées par l'artillerie approchent pour prendre les Fédéraux en étau. À deux heures du matin, le 14 décembre, une colonne accroche les sentinelles de l'Union. Celles-ci tiennent leur position et avertissent Shackelford de la présence des rebelles. Celui-ci déploie ses hommes pour livrer un assaut. Le combat s'engage bientôt et dure toute la journée, les troupes de l'Union tenant leur rang jusqu'à ce que leurs ennemis reçoivent du renfort. À la nuit tombante, les Fédéraux se retirent de Bean's Station en passant le col de Bean's Gap pour arriver à Blain's Cross Roads. Longstreet tente de renouveler ses attaques le lendemain matin, mais, s'approchant de Blain's Cross Roads, il trouve les Nordistes si bien retranchés qu'il préfère se retirer. Les Fédéraux quittent la zone peu de temps après.

## Conséquences
La campagne de Knoxville se termine après la bataille de Bean's Station et les belligérants prennent alors leurs quartiers d'hiver. Le seul effet de cette campagne mineure est de priver Bragg de troupes dont il avait terriblement besoin à Chattanooga. Les initiatives de Longstreet en tant que commandant autonome conduisirent à un échec et sa confiance en lui-même en fut affectée. Il réagit en incriminant ses subordonnés, comme il l'avait déjà fait pendant la campagne de la Péninsule, après la bataille de Seven Pines. Il relève Lafayette McLaws de son commandement et demande la cour martiale pour le brigadier-général Jerome B. Robertson et pour Evander M. Law. Le 30 décembre 1863, il présente sa démission à l'adjudant-général Samuel Cooper, qui la refuse. Son Corps d'armée, mal approvisionné et mal abrité, doit endurer un hiver terrible dans le Tennessee oriental avant de rejoindre la Virginie au printemps suivant.
Malgré les appréhensions de Washington, Burnside s'est montré judicieux dans la conduite de sa campagne et il redore ainsi un blason passablement terni à Fredericksburg. Son succès à Knoxville, conjugué à la victoire de Grant à Chattanooga, place le Tennessee oriental sous le contrôle de l'Union jusqu'à la fin du conflit.